# 1707年安妮女皇獎金法令
《1707年安妮女皇獎金法令》（英語：Queen Anne's Bounty Act 1707；6 Ann c 54）是大不列顛國會的一項法令，是《1706至1870年安妮女皇獎金法令》（Queen Anne's Bounty Acts 1706 to 1870）之一部分。
本法令是英國法例普通印刷版的安妮女皇在位第6年第XXVII章。
第2至4條已由《1887年成文法編正法令》第1條及附表廢除。
整部法令由《1926年初年聖俸及什一奉獻措施（第5號）》（First Fruits and Tenths Measure 1926 (No 5)）第6條及附表2廢除。